# Nong Song Hong (huyện)
Nong Song Hong (tiếng Thái: หนองสองห้อง) là một huyện (amphoe) ở phía nam của tỉnh Khon Kaen, đông bắc Thái Lan.

## Địa lý
Các huyện giáp ranh (từ phía tây theo chiều kim đồng hồ) Phon, Non Sila, Ban Phai và Pueai Noi của tỉnh Khon Kaen, Na Chueak của tỉnh Maha Sarakham, Na Pho, Phutthaisong và Ban Mai Chaiyaphot của Buriram Province, và Prathai của tỉnh Nakhon Ratchasima.

## Lịch sử
Tiểu huyện (king amphoe) đã được thành lập vào ngày 1 tháng 1 năm 1962, khi bốn tambon Takua Pa, Nong Mek, Non That và Khuemchat đã được tách ra từ huyện Phon. Đơn vị hành chính này đã được nâng cấp thành huyện vào ngày 16 tháng 7 năm 1963.

## Hành chính
Huyện này được chia ra thành 12 phó huyện (tambon), các đơn vị này lại được chia thành 135 làng (muban). Nong Song Hong là một thị trấn (thesaban tambon) nằm trên một phần của tambon Nong Song Hong. Có 12 Tổ chức hành chính tambon.
| STT. | Tên            | Tên Thái   | Số làng | Dân số |  |
| ---- | -------------- | ---------- | ------- | ------ |  |
| 1.   | Nong Song Hong | หนองสองห้อง | 17      | 13.127 |  |
| 2.   | Khuemchat      | คึมชาด      | 9       | 6.615  |  |
| 3.   | Non That       | โนนธาตุ     | 11      | 5.687  |  |
| 4.   | Takua Pa       | ตะกั่วป่า     | 11      | 6.160  |  |
| 5.   | Samrong        | สำโรง      | 9       | 5.910  |  |
| 6.   | Nong Mek       | หนองเม็ก    | 15      | 7.933  |  |
| 7.   | Don Du         | ดอนดู่       | 11      | 8.326  |  |
| 8.   | Dong Kheng     | ดงเค็ง      | 13      | 6.841  |  |
| 9.   | Han Chot       | หันโจด      | 12      | 4.143  |  |
| 10.  | Don Dang       | ดอนดั่ง      | 10      | 4.655  |  |
| 11.  | Wang Hin       | วังหิน       | 8       | 4.627  |  |
| 12.  | Nong Phai Lom  | หนองไผ่ล้อม  | 9       | 4.586  |  |